# Nogometni klub Naftaš Ivanić
Lo Škola nogometa mladeži „NK Naftaš Ivanić“, conosciuto semplicemente come Naftaš Ivanić, è una squadra di calcio di Ivanić-Grad, nella regione di Zagabria in Croazia.
Attualmente (2021-22) milita nella Jedinstvena ŽNL Zagrebačka, quinta divisione croata. Vive il suo momento d'oro nel biennio 2004–2006, quando disputa due stagioni nella professionistica Druga HNL.
Il club era salito alla ribalata nella Coppa di Croazia 2005-06 quando, negli ottavi di finale, eliminò sorprendentemente la super-favorita Dinamo Zagabria.

## Storia
Il club viene fondato nel 1919 come ŠKI (Športski klub Ivanić), e fino al raggiungimento della Druga HNL si chiama NK Ivanić. Nel 2003 prende il nome NK Naftaš Ivanić o ŠNM NK Naftaš Ivanić (Scuola di calcio giovanile NK Naftaš Ivanić).
Nella 2. HNL 2002-03, il TŠK Topolovac, in difficoltà economiche, si fonde a metà stagione con il Naftaš Ivanić (che milita nelle serie minori) e conclude il campionato come "TSK Naftaš". Nella stagione seguente (3. HNL Centro 2003-04), il titolo sportivo viene ceduto al NK Naftaš Ivanić che vince il torneo e viene promosso in seconda serie.
Dopo due discrete stagioni in seconda serie, il titolo sportivo viene ceduto al HAŠK 1903, e da allora il Naftaš Ivanić milita nelle serie minori.